# Ел Баратиљо, Лос Гвахалес (Тлалистак де Кабрера)
Ел Баратиљо, Лос Гвахалес (шп. El Baratillo, Los Guajales) насеље је у Мексику у савезној држави Оахака у општини Тлалистак де Кабрера. Насеље се налази на надморској висини од 1632 м.

## Становништво
Према подацима из 2010. године у насељу је живело 6 становника.

### Хронологија
| Година       | 2000        | 2005         | 2010 |
| ------------ | ----------- | ------------ | ---- |
| Становништво | 17 (11 / 6) | 32 (19 / 13) | 6    |

### Попис
| # | Индикатор                     | Вредност |
| - | ----------------------------- | -------- |
| 1 | Укупно домаћинстава           | 3        |
| 2 | Укупно насељених домаћинстава | 1        |
| 3 | Величина локације             | 1        |